# Wayne Shaw (cầu thủ bóng đá)
Wayne Shaw (sinh ngày 13 tháng năm 1972) là một cầu thủ bóng đá chuyên nghiệp, người gần đây nhất chơi trong vai trò một thủ môn kiêm huấn luyện viên thủ môn cho câu lạc bộ Sutton United mặc dù vai trò chính là huấn luyện viên thủ môn của câu lạc bộ anh cũng đóng vai trò thủ môn dự bị. Anh chơi cho Southampton ở cấp độ trẻ ở vị trí tiền đạo, bên cạnh tiền đạo Alan Shearer.